# Ирландско-испанские отношения
Ирландско-испанские отношения — двухсторонние дипломатические отношения между Ирландией и Испанией. Оба государства являются членами Европейского Союза и Организации экономического сотрудничества и развития.

## История
Первый контакт между жителями Пиренейского полуострова и островом Ирландия упоминается в Книге захватов в главе о гойделах, где была затронута тема кельтской миграции из Иберии в Ирландию. Первый дипломатический контакт между ирландской и испанской знатью произошел в апреле 1529 года, когда испанский посол Дон Гонсалес Фернандес посетил Ирландию и встретился с 10-м графом Десмонда. Оба народа сближала единая христианская конфессия — католицизм. В 1601 году Испания поддержала Ирландию во время осады Кинсейла, выступив против Англии. В то время католики Ирландии считали Испанию потенциальным союзником своей страны в борьбе с протестантской Англии, и многие ирландцы, после разорения страны, бежали именно на Пиренейский полуостров.
В течение XVI—XVII веков ирландские добровольцы служили в испанской армии, участвовали в Тридцатилетней войне на стороне Испании. Ирландцы на службе у испанской короны также участвовали в колонизации Северной и Южной Америки. Несколько видных испанских чиновников в испанских колониях имели ирландское происхождение. Однако, во время войны за независимость испанских колоний в Латинской Америке, тысячи ирландских солдат сражались против Испании на стороне повстанцев.
В январе 1801 года Ирландия стала частью недавно созданного Соединённого Королевства Великобритании и Ирландии, и все отношения между Ирландией и Испанией отныне осуществлялись через Лондон. В 1921 году, после почти двух лет боевых действий, большая часть Ирландии обрела независимости в пределах Британской империи в качестве Ирландского свободного государства. В 1924 году были установлены дипломатические отношения между новым Ирландским свободным государством и Королевством Испания. В том же году Испания открыла свое первое консульство в Дублине. В 1935 году открылось посольство Ирландии в Мадриде.
В 1936 году в Испании началась гражданская война между республиканцами во главе с президентом Мануэлем Асанья и фашистами во главе с генералом Франциско Франко. Ирландское правительство заняло нейтральную позицию, не поддержав ни одну сторону. Однако многие ирландские католики поддержали Франциско Франко. Основная часть социалистов встали на сторону республиканцев. В 1936 году был создан Ирландский христианский фронт для финансовой поддержки Франциско Франко. Тем временем в Испанию, для помощи Франко, отправились 700 ирландских солдат-добровольцев. В то же время 250 ирландских добровольцев присоединились к интербригадам и сражались на стороне республиканцев. В битве при Хараме в феврале 1937 года произошло несколько столкновений между ирландскими добровольцами. К лету 1937 года ирландская бригада была разоружена и выслана из Испании Франко; большинство ирландцев-республиканцев оставалось на фронте до конца 1938 года. После окончания войны в 1939 году Дублин официально признал новое правительство Испании во главе с генералом Франко.
В июле 1986 года испанский король Хуан Карлос I совершил свой первый официальный визит в Республику Ирландия. В 1993 году Мэри Робинсон стала первым президентом Ирландии, совершившим официальный визит в Испанию. С тех пор состоялись многочисленные визиты лидеров двух государств. В январе 2017 года ирландский премьер-министр Энда Кенни посетил Испанию.

## Торговые связи
В 2015 году товарооборот между Республикой Ирландия и Королевством Испания составил 4,5 миллиарда евро. Экспорт Ирландии в Испанию включает фармацевтическую продукцию, электротехническое оборудование, парфюмерию и химическую продукцию. Экспорт Испании: автомобили, одежда и органические химические продукты. В том же году ирландские инвестиции в Испанию составили 200 миллионов евро, в то время как испанские инвестиции в республику достигли отметки в 4 миллиарда евро.

## Туризм
Испания является одним из главных туристических направлений для ирландских путешественников. В 2016 году 1,4 миллиона ирландских граждан посетили Испанию для туризма. В то же время 263 000 испанских туристов посетили Ирландию. В 2016 году 35 000 испанских граждан изучали английский в Ирландии. Несколько ирландских и испанских авиакомпаний предоставляют прямые рейсы между двумя странами.

## Соглашения
Республика Ирландия и Королевство Испания подписали несколько двусторонних соглашений, таких как Соглашение об обмене информацией о метеорологии (1950 г.); Соглашение о культурном сотрудничестве (1980); Испанское соглашение об отказе от исторических прав на рыболовство в ирландских водах (1980 г.) и Соглашение об избежании двойного налогообложения (1994 г.).